# Xiaomi Mi Mix 2S
Lo Xiaomi Mi Mix 2S (Cinese: 小米MIX 2S) è uno smartphone top di gamma prodotto da Xiaomi e presentato a Marzo 2018.

## Caratteristiche tecniche

### Design e hardware
La parte anteriore, protetta da un vetro Gorilla Glass 4, presenta uno schermo IPS LCD da 5,99" con risoluzione Full HD. Nella piccola parte superiore troviamo la capsula auricolare e al suo fianco il sensore di prossimità ad ultrasuoni, nella parte inferiori troviamo il sensore di luminosità, un LED di notifica bianco al centro e la fotocamera anteriore, una Omnivision ov 5675 da 5MP.
La parte posteriore è costituita da ceramica e ospita il sensore d'impronte e la fotocamera posteriore doppia, formata da un sensore Sony IMX 363 da 12 MP (f/1.8, 1.4 µm) OIS 4 assi e da un sensore Samsung s5k3m3+ 12 MP (f/2.4, 1 µm), autofocus, zoom ottico 2x, flash dual-LED dual-tone, registrazione video 4K@30fps e moviola 1080p@240fps. Sul lato destro troviamo i tasti del volume e il tasto d'accensione mentre sul lato sinistro il cassetto che ospita le due nano-SIM. Nella parte inferiore troviamo il microfono principale, lo speaker e la porta USB-C mentre in alto troviamo il secondo microfono. È assente il jack audio da 3,5 mm.
Il dispositivo è dotato di connettività 2G GSM, 3G HSDPA, 4G LTE, 4G Plus, Wi-Fi 802.11 a/b/g/n/ac, dual-band, WiFi Direct, DLNA, hotspot, Bluetooth 5.0, A2DP, LE; GPS, A-GPS, GLONASS, BDS; NFC, USB-C 2.0, è presente in due tagli di memoria (6 GB di RAM e 64/128 GB di memoria interna non espandibile oppure 8 GB di RAM e 256 GB di memoria interna non espandibile), in due colorazioni (nera e bianca) ed ha una batteria ai polimeri di litio da 3400 mAh non removibile.

### Software
A livello software il Mi Mix 2S ha nativamente Android nella versione 8.0 Nougat con l'interfaccia utente di Xiaomi MIUI in versione 9. Tra settembre e ottobre è stato commercializzato l'aggiornamento della MIUI, che passa dalla versione 9 alla 10 mantenendo come base Android 8.0. In data 16 ottobre 2018 è stata rilasciata la build 10.0.3.0 che è basato sulla versione Android 9.0.

### Predecessore
A livello estetico lo Xiaomi Mi Mix 2S rispetto al suo predecessore, lo Xiaomi Mi Mix 2, è rimasto pressoché immutato ad eccezione fatta per la fotocamera posteriore che sullo Xiaomi Mi Mix 2 si trovava al centro, al di sopra del sensore d'impronte, ed era formata da un solo sensore mentre nello Xiaomi Mi Mix 2S si trova nella parte superiore a sinistra ed è formata da un doppio sensore. A livello hardware si possono notare delle differenze per quanto riguarda la CPU e GPU, infatti si passa da Snapdragon 835 e Adreno 540, presenti nello Xiaomi Mi Mix 2, ad un Snapdragon 845 e Adreno 630.